# Chris Zoricich
Chris Zoricich (3 de mayo de 1969 en Auckland) es un futbolista neozelandés retirado que se desempeñaba como defensor. 
Tuvo una extensa carrera en diversos clubes, principalmente de Australia e Inglaterra, entre los que se destacan el Leyton Orient, Brisbane Strikers y el Newcastle United Jets.

## Carrera
Comenzó a jugar al fútbol en el Papatoetoe AFC en 1988, pero se mudó a Inglaterra y su debut futbolístico se produjo en 1989 defendiendo los colores del Leyton Orient. En 1994 volvió a Nueva Zelanda, y rápidamente se mudó a Australia para desempeñarse en la National Soccer League jugando para los Brisbane Strikers. Fue contratado por el Welling United, elenco inglés, en 1996 y ese mismo el Chelsea se interesó en él y lo compró. Pero la falta de partidos llevaron a Zoricich a buscar éxitos en la NSL australiana nuevamente. Después de pasar por los Brisbane Strikers, el Sydney Olympic y el Newcastle United Jets, y ante la disolución de la liga de Australia para dar paso a la A-League, el Zorro desempeñó sus últimos tres años de carrera jugando para diversos clubes ingleses de la sexta y séptima división.

### Clubes
| Club                           | País          | Año         |
| ------------------------------ | ------------- | ----------- |
| Papatoetoe AFC                 | Nueva Zelanda | 1988        |
| Leyton Orient Football Club    | Inglaterra    | 1989 - 1994 |
| Central United                 | Nueva Zelanda | 1994        |
| Brisbane Strikers              | Australia     | 1994 - 1996 |
| Welling United Football Club   | Inglaterra    | 1996        |
| Chelsea Football Club          | Inglaterra    | 1996 - 1997 |
| Brisbane Strikers              | Australia     | 1997 - 1999 |
| Sydney Olympic Football Club   | Australia     | 1999 - 2000 |
| Newcastle United Jets          | Australia     | 2000 - 2003 |
| Margate Football Club          | Inglaterra    | 2003 - 2004 |
| St Albans City Football Club   | Inglaterra    | 2004 - 2005 |
| Harlow Town Football Club      | Inglaterra    | 2005        |
| Boreham Wood Football Club     | Inglaterra    | 2005        |
| Heybridge Swifts Football Club | Inglaterra    | 2005        |
| Wealdstone Football Club       | Inglaterra    | 2005 - 2006 |

### Selección nacional
Zoricich representó 57 veces a Nueva Zelanda, en los que convirtió un gol. Con los All Whites ganó la Copa de las Naciones de la OFC en dos ocasiones, 1998 y 2002 y obtuvo el segundo puesto en la edición 2000. También jugó la Copa FIFA Confederaciones en 1999 y 2003, siendo en ambas ediciones capitán de los Kiwis.